# 抱きしめたい (松山千春の曲)
「抱きしめたい」（だきしめたい）は、松山千春が1989年4月25日にリリースした28枚目のシングルである。

## 解説
アルバム『STANCE』と同時発売された。
表題曲「抱きしめたい」は、TBS系教養番組『世界・ふしぎ発見!』のエンディングテーマとして使用された。

## 収録曲
| 全作詞・作曲: 松山千春、全編曲: 飛澤宏元。 |                    |          |            |      |
| #                                          | タイトル           | 作詞     | 作曲・編曲 | 時間 |
| 1.                                         | 「抱きしめたい」   | 松山千春 | 松山千春   | 4:38 |
| 2.                                         | 「ホーム・タウン」 | 松山千春 | 松山千春   | 4:15 |
| 合計時間:                                  | 合計時間:          | 8:53     |            |      |